# Nizozemci
Nizozemci (sebe zovu Nederlanders) su zapadnogermanski narod nastanjen u Nizozemskoj, srodan Frizima i Flamancima, s najvećom koncentracijom u području donjeg toka Rajne. Nizozemci vuku podrijetlo od raznih germanskih plemena, navodno poglavito od Batavaca, jednog od plemena franačkih Kata s delte Rajne. 

## Ime
Ime Nizozemci prijevod je njihovog naziva Nederlanders ili Nederlandse volk, koji dolazi po nazivu 'nederland' za za ravnice u bazenu donjeg toka rijeke Rajne. Naziv Dutch za Nizozemce i Deutsche za Nijemce istog su podrijetla. Od kasnog srednjeg vijeka pa do 16. stoljeća jezične distinkcije nisu bile precizno definirane. Korijen im nalazimo u staronjemačkoj riječi  'theudo'  u značenju 'ljudi', od čega nastaju i nazivi "T(h)eutonicus" (Teutoni), i naziv za jezik dutch preko middelnederlandskog  'duuts'  ili  'diets' . Ovi nazivi javit će se u dva različita oblika Deutsche za Nijemce i Dutch za Nizozemce, kojim nam potvrđuju da su Nizozemci potomci starih germanskih plemena, u njihovom slučaju franačkog podrijetla koji su od kraja trećeg stoljeća preplavili područje kasnije srednje i južne Nizozemske, i kojima su jezgru zacijelo činili Batavci. 

## Povijest
Od starih germanskih plemena koja su kao zemljoradnici i stočari živjeli na području današnje Nizozemske i susjednog dijela Belgije počeli su se formirati nosi suvremeni narodi. Ova tri etnički i jezično bliska naroda su Frizi iz Frizije i Groningena na sjeveru Nizozemske, Nizozemci, južnije od njih, i Flamanci u belgijskoj Flandriji. Do formacije ili oblikovanja nizozemskog naroda počinje dolaziti u 16. stoljeću stvaranjem utrehtske unije. Od njihove starine očuvali su se do danas plesovi i narodna glazba.  

## Etnografija
Kroz svoju poijest sve od pojave Germana na donjoj Rajni plemena što će formirati suvremeni nizozemski narod vodit će specifičan život prilagođen vjekovnoj borbi s morem za plodno tlo. Preci Nizozemaca su ratari i stočari koji su se razvili u napredno, pretežno ruralno stanovništvo koje živi od uzgoja stoke i hortikulture. Još sredinom 19. stoljeća mnogi žive na nespecijaliziranim obiteljskim farmama čija je produktivnost niska. Do specijalizacijom farmera i modernizacije industrije dolazi od sredine 19. stoljeća.
 'Gezin'  je tipična nuklearna nizozemska obitelj koja se sastoji od oca (vader; papa), majke (moeder; mama) i sina (zoon), kćerke (dochter), odnosno (brata (broer), sestre (zus), a eventualno to mogu biti i djed (grootvader), baka (grootmoeder), odnosno unuk (kleinzoon) ili unuka (kleindochter). Brakovi se poglavito sklapaju među pripadnicima istih klasa. Pojavom emancipacije žena među Nizozemcima, piše Heidi Dahles,  rezultiralo je pojavom smanjenja broja obiteljskih domaćinstava i velikog povećanja samačkih, kao i djece rođene van braka i velikog broja rastava.
Proizvodi tradicionalne materijalne kulture danas se mogu pronači tek po turističkim prodavaonicama i narodnom folkloru, a najpoznatije su svakako drvene cipele klompe (klompen; sing. klomp) koje su se nosile od svih klasa tijekom 18. i 19. stoljeća. Kod Francuza su poznate kao sabot, a kod Šveđana kao träskor. Kod Nizozemaca je poznat i ples klompi klompendans (vidi) kojega plešu sve generacije, od četiri pa do 82 godine starosti. 
Tradicionalna hrana Nizozemaca porijeklom je s farmi ili iz mora, napose jegulje i haringe, a najpoznatija jela su hotchpotch i Boerenkool od krumpira, raštike (vrsta kupusnjače) i luka sa suhim kobasicama. Kolači oliebollen (sing. oliebol; kod Flamanaca poznati kao smoutebollen) pripremaju se za vrijeme novogodišnje večeri, a poput fritula ili žličnjaka peku se na vrelom ulju u dubokim posudama. Ovo jelo prva su pripremala germanska plemena s područja današnje Nizozemske u vrijeme Joelfeesta, perioda između 26. prosinca i 6. siječnja. 

## Populacija
Nizozemci (bez Friza) danas broje preko 15 milijuna, od čega blizu 13 milijuna u Nizozemskoj, 1,5 milijuna u SAD-u, 230,000 (bez Bura) u Južnoafričkoj Republici, 101,000 u Belgiji, 36,000 u Kanadi (prema kanadskim podacima  Arhivirana inačica izvorne stranice od 30. svibnja 2008. (Wayback Machine) 923,310; 2001), 84,000 u Francuskoj, nadalje na Arubi (3,900), Danskoj (26,000) i drugdje.

## Vanjske poveznice
- Netherlanders